# 平気でうそをつく人たち
平気でうそをつく人たち 虚偽と邪悪の心理学（へいきでうそをつくひとたち、原題: People of the Lie: The Hope For Healing Human Evil、嘘をつく人達：人間の邪悪を癒す希望）は、精神科医のM・スコット・ペック（M. Scott Peck）によって1983年にアメリカで出版された著作である。キリスト教保守派である福音派の宗教書であると言われる。

## 概要
著者が邪悪と捉えた人々を取り上げ論述され、「悪魔に憑かれた精神療法の対象外にある邪悪な人々」「悪は愛によってのみ封じ込め得る」がテーマである。著者ペックが考察する邪悪な人間の条件は「どこにでも住んでいるようなごく普通の人間」であり、「罪悪感や責任感に耐えることを拒む」「他人をスケープゴートにする」「自分だけの論理しか認めない」というもので、彼らは自分の非を絶対に認めず、自己正当化のために嘘をついて周囲を傷つけるのだという。
クリスチャントゥデイ編集長・牧師の宮村武夫は、ペックが本書で示しているのは、「アウグスティヌスが聖書の講解で提示している善と悪の関係であり、最後には善が勝つという希望についての彼独自の心理学的説明」であると評している。
ペックは、1963年から72年までベトナム戦争当時のアメリカ軍で精神科医として9年間勤務し（沖縄勤務を含む）、アメリカのベトナム政策やアメリカ軍の行動に大きな疑問を持つようになり、そうした経験・思索から第5章「集団の悪について」（原著ではCHAPTRT6）が書かれている。
原著は全7章構成で、下記の訳書は全6章での抄訳（未訳は CHAPTRT5）刊行。未訳の第5章後半で、悪魔祓いについても述べられている。

### 日本語版
1996年に草思社（森英明訳）で出版され、2011年に草思社文庫でも再刊された。版元は個人から集団までの人間の悪の本質に迫る書であると紹介している。なお著者スコット・ペックの訳書は『愛と心理療法』ほか数冊がある。
日本では、善なるものへと向上する感性とは、逆の邪悪なものへと向かう感性が注目され、強調される契機になった。斎藤学（精神科医）によると、未訳の部分があることで、日本の読者にはキリスト教福音派の立場から書かれていることがわからず、自分を育てた親を悪と見做す毒親糾弾ブームを支える有力な1冊になっていた。宗教色の強い部分を除いた形での訳書だったこともあり、宗教書に関連するとはほとんど思われていない。
日本語訳は心理学読み物として、50万部のベストセラーとなった。トーハン調べ1997年年間ベストセラーの単行本・ノンフィクション部門で8位となった。カルチュア・コンビニエンス・クラブが2014年に行ったエイプリルフールに関するアンケート調査では、嘘といえば思い出すという主な作品に本書が含まれていた。

## 構成

### 原著
- INTRODUCTION:HANDLE WITH CARE（序論：取り扱いの注意）
- CHAPTRT1 THE MAN WHO MADE A PACT WITH THE DEVIL（第1章 悪魔と契約した人）
- CHAPTRT2 TOWARD A PSYCHOLOGY OF EVIL（第2章 悪の心理学に向けて）
- CHAPTRT3 THE ENCOUNTER WITH EVIL IN EVERYDAY LIFE（第3章 日常生活での悪との遭遇）
- CHAPTRT4 CHARLENE: A TEACHING CASE（第4章 事例）
- CHAPTRT5 OF POSSESSION AND EXORCISM（第5章 憑依と悪魔祓い）
- CHAPTRT6 MYLAI: AN EXAMINATION OF GROUP EVIL（第6章 ソンミ村：集団の悪の検証）
- CHAPTRT7 THE DANGER AND THE HOPE（第7章 危険と希望）

### 邦訳
- はじめに―取り扱いに注意
- 第1章 悪魔と取引した男
- 第2章 悪の心理学を求めて
- 第3章 身近に見られる人間の悪
- 第4章 悲しい人間
- 第5章 集団の悪について
- 第6章 危険と希望